# François Boissier de Sauvages de Lacroix
Pour les articles homonymes, voir Boissier et de Lacroix.
François Boissier de Sauvages de Lacroix est un médecin et botaniste français, né le 12 mai 1706 à Alès et mort le 19 février 1767  à Montpellier. Il est le frère du botaniste Pierre-Augustin Boissier de Sauvages.

## Biographie
Il entre à la faculté de médecine de Montpellier en 1722 et s’intéresse particulièrement à l’étude de la botanique, grâce à Pierre Baux, célèbre naturaliste, qui l'initie. Il est reçu docteur en 1726 avec une thèse intitulée Dissertatio medica atque ludicra de amore... (L’Amour peut-il être guéri par les plantes ?). Il séjourne alors quelques années à Paris et revient à Montpellier en 1734.
D'abord professeur de physiologie et de pathologie, il occupe la chaire de botanique de la faculté de médecine après la mort d'Aymé-François Chicoyneau (1702–1740). C’est d’ailleurs dans cette discipline qu’il va s’illustrer. Il améliore grandement la situation du jardin botanique de la faculté (il y construit la première serre chaude), mais aussi de ses bâtiments.
Il entame en 1737 une correspondance avec Linné (1707–1778). Sauvages de Lacroix lui fait parvenir des spécimens des plantes croissant dans les environs de Montpellier. Une véritable amitié lie bientôt les deux hommes. Les envois de Sauvages de Lacroix permettent à un élève de Linné, Theophilus Erdmann Nathhorst (?–1756), de faire une thèse sur la flore de la région de Montpellier. Il obtient son titre de docteur en médecine en 1741 avec une thèse intitulée De motuum vitalium causa… Il devient membre de la Royal Society le 25 mai 1749.
Boissier de Sauvages de Lacroix fait paraître en 1751 sa Methodus Foliorum seu Plantæ Floræ Monspeliensis qui permet l’identification par les feuilles. Il fait également paraître une classification des maladies sous le nom de Nosologia methodica sistens morborum classes genera et species juxta Sydenhami mentem et botanicorum ordinem (quatre volumes, Amsterdam, 1763). La même année, il fait paraître un travail sur la Culture des mûriers.
Par son ouvrage de 1771, Boissier de Sauvages est le fondateur de la nosologie, qui est elle-même la base de la classification des maladies. Il y ordonne méthodiquement 2 400 maladies en classes, ordres, genres et espèces, suivant l'esprit de Thomas Sydenham (1624–1689)  et surtout conformément à la méthode des botanistes. Parmi celles-ci apparaissent les maladies psychiatriques (dans la huitième classe après les maladies générales). Toutes les classifications ultérieures se réfèreront à celles des botanistes. Il semble que son travail, qui préconisait la médecine d'observation, influença Samuel Hahnemann (1755-1843) dans sa découverte des propriétés du quinquina, qui mena à la création de l'homéopathie. Enfin, son ouvrage Nosologia Methodica a été notamment utilisé par le célèbre aliéniste Philippe Pinel (1745-1826) qui publia une Nosographie philosophique en 1798.

## Publications (sélection)

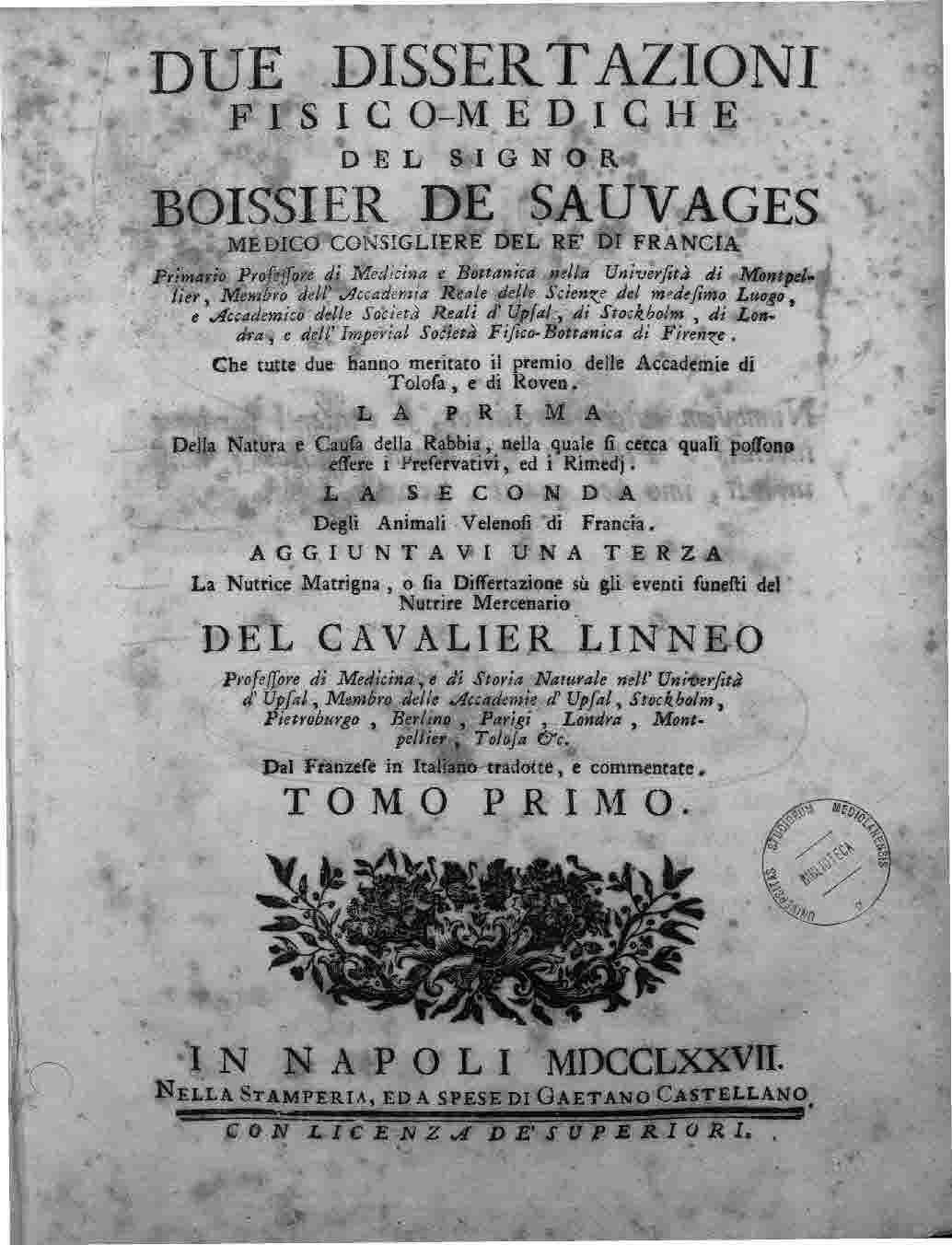
Della natura e causa della rabbia (Dissertation sur la nature et la cause de la Rage), 1777

- Dissertatio medica. De motuum vitalium causa ubi, quae pravus mechanismus usurpaverat naturae seu animae jura restituuntur, Montpellier, 1741
- Mémoire sur la maladie des bœufs du Vivarais, Montpellier, Rochard, 1746, in-4°, 27 p.
- Dissertation sur la nature et la cause de la Rage, dans laquelle on recherche quels en peuvent être les Préservatifs et les Remèdes, Pièce qui a remporté le Prix de l'Académie Royale des Sciences, ... et Belles Lettres, proposé pour l'Année 1748..., Toulouse, Imprimerie Pierre Robert, 1749
- Methodus foliorum, seu plantae florae monspeliensis, juxta foliorum ordinem, ad juvandam specierum cognitinem, digestae. Méthode pour connaître les plantes par les feuilles, La Haye, 1751 — Méthode pour reconnaître les plantes de la région de Montpellier suivant leurs feuilles
- Dissertations sur les medicamens qui affectent certaines parties du corps humain plutôt que d'autres ; et quelle seront la cause de cet effet, Bordeaux, 1751
- Dissertation où l'on recherche comment l'air, suivant ses différentes qualités, agit sur le corps humain, Bordeaux, 1754
- Nosologia methodica sistens morborum classes, genera et species, juxta Sydenhami mentem et Botanicorum ordinem, Amsterdam, Frères De Tournes, 1763, 5 volumes Texte en ligne
- De Venenatis Galliae Animalibus, et Venenorum in ipsis fideli Observatione compertorum Indole atque Antidotis [Dissertation sur les animaux venimeux vivants en France et sur les antidotes connus], Montpellier, Veuve Jean Martel, 1764
- Nosologie méthodique, dans laquelle les maladies sont rangées par classes, suivant le système de Sydenham, & l'ordre des botanistes. Paris, Hérissant le fils, 1771, 10 volumes Texte en ligne
- Pathologia methodica practica, seu de cognoscendis morbis. Editio quarta ab ipso auctore aucta et emendata, Naples, Castellano, 1776

### Traduction
- Haemastatique, ou la Statique des animaux, expériences hydrauliques faites sur des animaux vivants, avec un recueil de quelques expériences sur les pierres que l'on trouve dans les reins et dans la veine, et des recherches sur la nature de ces concrétions irrégulières, par M. Étienne Hales, ... Traduit de l'anglais et augmenté de plusieurs remarques et de deux dissertations de médecine sur la théorie de l'inflammation et sur la cause de la fièvre, Genève, chez les héritiers Cramer et frères Philibert, 1744  — « Étienne Hales » est Stephen Hales (1677–1761). Cette traduction a été traduite en italien par Maria Angela Ardinghelli.

### Éponymie
- Linné lui dédie le genre Sauvagesia de la famille des Ochnaceae.